# Macrostemum uncatum
Macrostemum uncatum är en nattsländeart som beskrevs av Li och Tian 1991. Macrostemum uncatum ingår i släktet Macrostemum och familjen ryssjenattsländor. Inga underarter finns listade i Catalogue of Life.